# Piklozotan
Piklozotan (SUN-N4057) je selektivni parcijalni agonist 5-HT1A receptora, koji ima neuroprotektivno dejstvo u životinjskim studijama. On je bio u ranim kliničkim ispitivanjima za tretman akutnog moždanog udara.